# Facundo Nadalín
Facundo Nadalín (Rosario, 16 agosto 1997) è un calciatore argentino, difensore del Gimnasia (M).

## Caratteristiche tecniche
È un terzino destro.

## Carriera

### Club
Cresciuto nel Malvinas Argentinas, nel 2011 viene acquistato dal Newell's Old Boys che lo aggrega al proprio settore giovanile.
Ha esordito in prima squadra il 7 dicembre 2017 in occasione dell'incontro di campionato pareggiato 2-2 contro il Racing Club.